# 非洲人类锥虫病
非洲人类锥虫病（HAT）或非洲锥虫病，俗称昏睡病（sleeping sickness），是一种由布氏锥虫引起的寄生虫病。
非洲人类锥虫病特指人类的疾病，有两种寄生虫可侵染人类：布氏冈比亚锥虫（簡稱：T.b.g.）与布氏罗得西亚锥虫（簡稱：T.b.r.）。在昏睡病报告病例中，布氏冈比亚锥虫引起的病例占98%。这两种寄生虫都是由采采蝇叮咬传播的，在农村地区最为常见。
在疾病发展的第一阶段，起初会有发热、头痛、发痒与关节痛的症状，这是从被咬后的一到两周开始的。几周或是几个月之后，疾病的第二阶段开始，这一阶段伴有意志模糊、协调性变差、身体麻木与入眠困难。诊断是通过在血液涂片中或是淋巴结液中找到寄生虫做出的。通常需要腰椎穿刺来辨别疾病是处于第一阶段还是第二阶段。
为预防严重疾病的发生，通常要将处于患病危险的人群使用布氏冈比亚锥虫血液测试进行筛选。若能在疾病早期，即在神经性症状发生之前进行诊断，治疗较为容易。使用喷他脒或苏拉明在疾病的第一阶段进行治疗。对第二阶段的治疗，应使用二氟甲基鳥氨酸或结合使用硝呋噻氧与二氟甲基鳥氨酸以治疗布氏冈比亚锥虫。虽然美拉胂醇对两种寄生虫都有效果，因其严重的副作用，通常只被用于布氏罗得西亚锥虫。
该疾病常发生于撒哈拉以南非洲的部分地区，该地区的36个国家中，有七千万人有着感染风险。在2010年，它造成了9,000例死亡，与1990年的34,000例死亡相比，有所下降。据猜测，现有的感染人数为30,000人，2012年新增加感染人数为7,000人。80%以上的新感染病例发生在刚果民主共和国。在近代史中，该疾病共爆发了三次：一次是从1896年至1906年，发生在乌干达与刚果盆地的爆发，另外两次在1920和1970年，发生于多个非洲国家。其他动物，例如牛，也可能携带该寄生虫并且被感染。

## 症状和体征
非洲锥虫病症状分为两个阶段。第一阶段叫做血液-淋巴（hemolymphatic）阶段，病征包括发烧、头痛、关节疼痛和瘙痒。发烧是间歇性的，每次持续一天到一周，间隔几天到一个月，或更长。寄生虫通过淋巴系统侵入循环系统与淋巴结肿大有关，被入侵的淋巴结通常严重肿胀。这是温特博特姆征，即颈部后面可能会出现肿胀的淋巴结。偶尔，在采采蝇飞叮咬的地方会出现下疳。在采采蝇叮咬后，如果不及时治疗，寄生虫将会克服宿主的防御，并可能造成更广泛的损害。症状将会越来越严重，包括贫血、内分泌、心脏和腎功能障碍。
疾病的第二阶段是神经系统阶段，以寄生虫通过血脑屏障侵入中枢神经系统的那一刻作为开始。睡眠周期严重失常是这个阶段的主要症状，「昏睡病」也因此得名。睡眠 - 唤醒周期受到寄生虫影响变得无组织，24小时的睡眠节奏变得分散，这导致患者白天长梦不醒，却彻夜无眠；隨著寄生蟲入侵中樞及周邊神經細胞的程度增加而惡化病情，進入異常振奮的精神狀態，甚至對其他人物有攻擊性傾向；最後，一段時間之後，中樞及周邊神經就會走向訊號接收疲勞而陷入昏睡狀態，「昏睡病」因此得名。当该病发展至第二阶段后，若没有接受治疗，患者通常会于3个月～2年内因呼吸或心臟等神經控制系統衰竭而死亡，而即使被治愈也会留下不可逆的神经损伤。

## 外部連結
- 寄生蟲學-protozoa(原蟲)-Trypanosoma spp.(錐形蟲) （页面存档备份，存于）
- . Médecins Sans Frontières. （原始内容存档于2013-10-23）.
- Links to pictures of Sleeping Sickness (Hardin MD/ University of Iowa) archived 2006-02-19.
- Hale Carpenter, G.D. . Unwin. 1920. OCLC 2649363.

Template:Excavata diseases